# Nogales (Sonora)
Nogales é um município do estado de Sonora, no México.
Possui uma área de 1675 km2, e faz fronteiras com a cidade de Nogales, no Arizona, Estados Unidos. Em 2000, o censo informou que Nogales tinha uma população de 159 103 habitantes, e tem mantido uma taxa de crescimento de cerca de 50% desde 1990. Algumas fontes, no entanto argumentam que a população real em 2000 foi de cerca de 213 976 habitantes.
Este grande crescimento da população se deve à chegada da "indústria de maquiladora", o termo foi originado no espanhol da Idade Média para descrever um sistema de moinho para moagem do trigo em outros, pagando o moleiro com alguma da farinha obtida, décadas antes da aprovação do NAFTA, a imigração principalmente da região do Pacífico mexicano. Maquiladoras cobrir 55% do produto interno bruto local e, recentemente, o setor de serviços tem crescido consideravelmente.
A cidade de Nogales tornou-se oficial em  11 de julho de 1884 após ser emitida Lei nº29, assinado pelo governador de Sonora, Luis Emeterio Torres, que a estabeleceu. Nogales foi declarada uma cidade em 1 de janeiro de 1920.

## História
Antes da fundação de Nogales, foi criada uma fazenda no lugar em 1841. Isto é seguido pela criação de uma fronteira em 2 de agosto de 1880, o governo federal autorizava a passar pelo local a via de Ferrocarril para Sonora, que foi inaugurada em 25 de outubro de 1882. No entanto, nenhum desses eventos conseguiu estabelecer qualquer população.
Mais dois anos se passaram, e começaram a povoar a região, como já mencionado foi fundada em o município de Nogales seguida pela doação dos co-proprietários das fazendas da região, a terra suficiente para estabelecer a população jurídica.
Ela adquiriu o título de vila, por decreto do legislador em 13 de julho de 1889 e a cidade em 1920.

## Clima
Nogales tem um clima desértico, com verões úmidos com chuvas em média 35 °C, muito extremas com invernos muito frios abaixo de 5 °C, uma mescla de nevascas e verões muito quentes, mas nunca tão quente como o deserto de Sonora, como a cidade é localizados a mais de 1000 metros acima do nível do mar. A precipitação de chuvas deve-se principalmente nos meses de verão, mas existe uma pequena estação chuvosa no inverno, principalmente nos meses de dezembro e janeiro.
As temperaturas recordes extremos registrados foram:
Máxima 44 °C (junho de 1990)
Mínima -10 °C (26 de dezembro de 1987)
| Dados climatológicos para Nogales | Dados climatológicos para Nogales | Dados climatológicos para Nogales | Dados climatológicos para Nogales | Dados climatológicos para Nogales | Dados climatológicos para Nogales | Dados climatológicos para Nogales | Dados climatológicos para Nogales | Dados climatológicos para Nogales | Dados climatológicos para Nogales | Dados climatológicos para Nogales | Dados climatológicos para Nogales | Dados climatológicos para Nogales | Dados climatológicos para Nogales |
| Mês                               | Jan                               | Fev                               | Mar                               | Abr                               | Mai                               | Jun                               | Jul                               | Ago                               | Set                               | Out                               | Nov                               | Dez                               | Ano                               |
| --------------------------------- | --------------------------------- | --------------------------------- | --------------------------------- | --------------------------------- | --------------------------------- | --------------------------------- | --------------------------------- | --------------------------------- | --------------------------------- | --------------------------------- | --------------------------------- | --------------------------------- | --------------------------------- |
| Temperatura máxima recorde (°C)   | 23                                | 28                                | 28                                | 32                                | 37                                | 38                                | 38                                | 36                                | 36                                | 32                                | 27                                | 26                                | 35                                |
| Temperatura máxima média (°C)     | 14                                | 16                                | 18                                | 23                                | 27                                | 32                                | 31                                | 30                                | 29                                | 25                                | 18                                | 15                                | 23                                |
| Temperatura mínima média (°C)     | 1                                 | 2                                 | 5                                 | 8                                 | 12                                | 18                                | 19                                | 18                                | 16                                | 11                                | 5                                 | 2                                 | 10                                |
| Temperatura mínima recorde (°C)   | −12                               | −10                               | −5                                | 0                                 | 1                                 | 10                                | 14                                | 12                                | 9                                 | 0                                 | −7                                | −7                                | −12                               |
| Precipitação (mm)                 | 2                                 | 3                                 | 2                                 | 1                                 | 0                                 | 1                                 | 9                                 | 11                                | 4                                 | 1                                 | 1                                 | 3                                 | 11                                |
| Fonte: InsideWeather              |                                   |                                   |                                   |                                   |                                   |                                   |                                   |                                   |                                   |                                   |                                   |                                   |                                   |

## Turismo

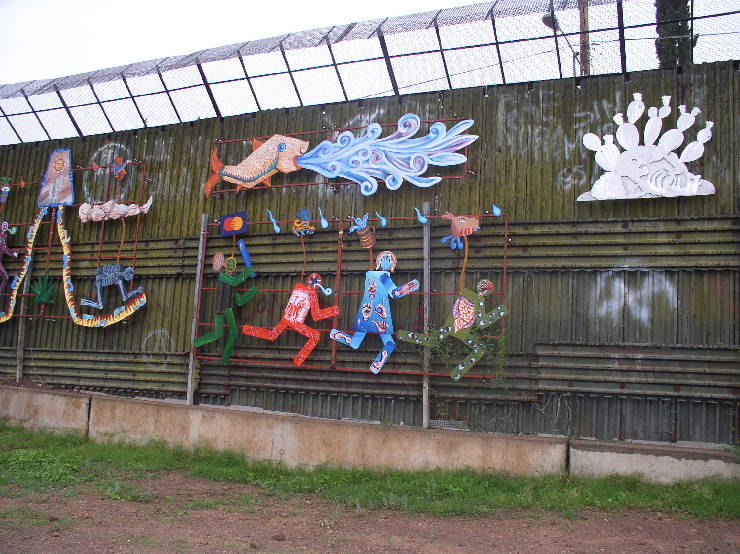
Mural em Heroica Nogales, Sonora fronteira com EUA). Representa as realidades ásperas dos imigrantes sem documentos de viagem através do deserto de Sonora. O muro em si, neste local é construído a partir das folhas da Guerra da Coreia pode ser usado como no caso de pistas de pouso do avião

Geograficamente, Nogales é considerada a principal porta de entrada para os turistas americanos do Arizona, sendo uma atração turística tradicional, tendo imagens com burros na Avenida Obregon no (eixo norte). Embora o fluxo é substancial, isso não significa que ele está destinado para o município.
Há em toda a cidade uma infraestrutura turística, de forma que Nogales esta acima das circunstâncias no perímetro são 17 hotéis, restaurantes, lojas de artesanato e shoppings que oferecem uma grande variedade de produtos, tanto para americanos como para os mexicanos, pois eles trabalham mais de uma centena especializada em objetos antigos e artesanato onde você pode obter cerâmica, vidro, arte em couro, móveis, antiguidades, arte original e de produtos importados que vão desde perfumes a alimentação e vestuário. Da mesma forma, localmente desenvolve uma animada vida noturna na cidade se destacando regionalmente.

## Economia
Nogales tem as seguintes infraestruturas: A Rodovia Federal nº15, que liga a cidade com o resto dos estados, da estrada de ferro (paralela à auto-estrada), e várias estradas, em sua maioria sem pavimentação.
Se visitar Nogales poderá contar com  um número grande de opções disponíveis, tanto para estrangeiros e como locais, tem excelentes hotéis, restaurantes, bares, discotecas, serviços médicos, farmácias, shopping centers, lojas de artesanato mexicano e de muitas facilidades.
Pecuária quão forte é a produção de gado de exportação, nomeadamente a criação de gado.
Indústria a mais importante atividade econômica no município de Nogales é a indústria de maquiladoras estrangeiras de exportação, operando um total de 92 estabelecimentos, dos quais 65 estão instalados em 7 parques industriais, que tem uma planta de 25.400 mil trabalhadores, que emprega atualmente cerca de 50 por cento da população ativa do local. Neste município estabeleceu seis das 50 maiores empresas do estado, principalmente na indústria eletrônica.
Comércio a cidade tem uma grande variedade de lojas, onde tem itens de primeira e segunda necessidade. As lojas e os serviços são principalmente lojas de conveniência, mercearias, lojas de ferragens, lojas de móveis, lojas de artesanato mexicano, peças lojas, restaurantes, oficinas, stands de automóveis, entre outros, assegurando o abastecimento regular. Essencialmente é uma cidade para o turismo.